# Yuichi Akasaka
Yuichi Akasaka (n. 29 septembrie 1967, Prefectura Ibaraki, Japonia) este un sportiv ce a reprezentat Japonia, medaliat olimpic. A participat la o ediție a Jocurilor Olimpice (1992) în care a câștigat o medalie de bronz.